# David Zayas
David Zayas (Ponce, 15 d'agost de 1962) és un actor porto-riqueny. És conegut sobretot pels seus papers com Angel Batista a la sèrie Dexter de Showtime i Enrique Morales a la sèrie dramàtica de la presó de HBO Oz.

## Biografia
Nascut a Puerto Rico el 15 d'agost del 1962,va créixer al barri del Bronx de Nova York.
Zayas es va unir a les Forces Armades dels Estats Units, i va ser oficial de policia del Departament de Policia de Nova York durant gairebé 15 anys (1990-1996). Aquesta experiència li va servir per interpretar, més endavant, papers tan importants en la seca carrera artística com els del criminal Enrique Morales a la sèrie Oz de la HBO o el del detectiu Ángel Batista a Dexter de Showtime.
A més a més, és membre de la Labyrinth Theatre Company des del 1992, on va conèixer la seva dona, Liza Colón-Zayas, amb la que resideix a Los Angeles (Califòrnia).
Zayas va interpretar un oficial de policia corrupte a 16 Blocks (2006) i un oficial de la policia de Nova York a Michael Clayton (2007). Apareix a la pel·lícula independent Shadowboxing (2010), que va aparèixer al circuit de festivals de cinema. Apareix al llargmetratge de Sylvester Stallone The Expendables (2010) i a la pel·lícula Skyline de The Brothers Strause (2010). El 2012, Zayas va interpretar a Ernie Trask, un súper hoteler, al dotzè episodi de la temporada 1 de Person of Interest. El 2013 va interpretar el detectiu Esteban Flores a Jodi Arias: Dirty Little Secret, una pel·lícula de televisió sobre l’assassinat de Travis Alexander.

## Filmografia

### Cinema
| Any      | Títol                                  | Paper                                | Notes           |
| -------- | -------------------------------------- | ------------------------------------ | --------------- |
| 1997     | Lena's Dreams                          | Jorge                                |                 |
| 1998     | OK Garage                              | Omar                                 |                 |
| 1998     | Scar City                              | Cop #1                               |                 |
| 1998     | Retorn al paradís (Return to Paradise) | Construction Foreman                 |                 |
| 1998     | Rounders                               | Trooper Osborne                      |                 |
| 1998     | Bleach                                 | Lieutenant Ballard                   | Curt            |
| 1999     | Bringing Out the Dead                  | Cop In Elevator                      |                 |
| 1999     | Kingdom Come                           | Unknown                              |                 |
| 2000     | The Yards                              | Officer Jerry Rifkin                 |                 |
| 2001     | Sam the Man                            | Officer Billy                        |                 |
| 2002     | Washington Heights                     | David                                |                 |
| 2002     | A Gentleman's Game                     | Alfred D'Angelo                      |                 |
| 2003     | Anne B. Real                           | Cynthia's Dad                        |                 |
| 2004     | Mimmo & Paulie                         | Paulie                               | Curt            |
| 2004     | Jailbait                               | Guard                                |                 |
| 2004     | Brooklyn Bound                         | Popo                                 |                 |
| 2005Curt | The Interpreter                        | Secret Service Agent Charlie Russell |                 |
| 2005     | Sangre/Blood                           | Nestor                               |                 |
| 2005     | The Feast of the Goat                  | Antonio De La Maza                   |                 |
| 2006     | 16 Blocks                              | Detective Bobby Torres               |                 |
| 2006     | The Path to 9/11                       | Lou Napoli                           |                 |
| 2006     | Bristol Boys                           | Detective Benson                     |                 |
| 2007     | Michael Clayton                        | Detective Dalberto                   |                 |
| 2007     | The Savages                            | Eduardo                              |                 |
| 2009     | Burning Mussolini                      | Hector                               |                 |
| 2009     | Wake                                   | Detective Grayson                    |                 |
| 2009     | Flying By                              | Tony                                 |                 |
| 2010     | 13                                     | Detective Larry Mullane              |                 |
| 2010     | Shadowboxing                           | Bill                                 |                 |
| 2010     | The Expendables                        | General Garza                        |                 |
| 2010     | Skyline                                | Oliver                               |                 |
| 2013     | Samuel Bleak                           | Ruben Ramirez                        |                 |
| 2014     | Ride                                   | Ramon                                |                 |
| 2014     | Annie                                  | Lou                                  |                 |
| 2015     | The Wannabe                            | Pablo Guzman                         |                 |
| 2016     | Tallulah                               | Detective Richards                   |                 |
| 2017     | Teen Titans: The Judas Contract        | Alberto Reyes (voice)                | Directe a video |
| 2017     | Shine                                  | Ramon                                |                 |
| 2020     | Body Cam                               | Sergeant Kesper                      |                 |
| 2020     | Force of Nature                        | John The Baptist                     |                 |
| 2021     | R#J                                    | Fernando Capulet                     |                 |

### Televisió
| Any          | Títol                             | Paper                              | Notes |
| ------------ | --------------------------------- | ---------------------------------- | --- |
| 1995         | Law & Order                       | McGinty                            | episodi: "Savages" |
| 1996         | New York Undercover               | Paco Martinez                      | episodi: "The Enforcers" |
| 1996         | Law & Order                       | Raoul Cervantes                    | episodi: "Causa Mortis" |
| 1997         | Feds                              | Unknown                            | episodi: "Somebody's Lyin'" |
| 1998         | Trinity                           | Uniform Cop #1                     | episodi: "...To Forgive, Divine" |
| 1998         | Law & Order                       | Carlos                             | episodi: "Flight" |
| 1999         | Third Watch                       | Motorman                           | episodi: "Welcome to Camelot" |
| 2000         | NYPD Blue                         | Joaquin Enriquez                   | episodi: "These Shoots Are Made for Joaquin" |
| 2000         | The Beat                          | Rei Morales                        | 12 episodis |
| 2000         | All My Children                   | Unknown                            | episodi: "13 December 2000" |
| 2000–2003    | Oz                                | Enrique Morales                    | 26 episodis |
| 2001         | Wit                               | Code Team Blue Head                | telefilm |
| 2002         | Law & Order: Special Victims Unit | Detective Milton                   | episodi: "Protection" |
| 2002         | UC: Undercover                    | Jorge Gonzales                     | episodi: "Manhunt" |
| 2002         | Guiding Light                     | Prison Guard                       | episodi: "22 October 2002" |
| 2003         | Law & Order                       | John Mireles                       | episodi: "Smoke" |
| 2003         | Angels in America                 | Super                              | episodi: "Part 2 Perestroika" |
| 2003         | Undefeated                        | Paulie                             | telefilm |
| 2005         | Angel                             | Angel's Father                     | telefilm |
| 2006–2013    | Dexter                            | Angel Batista                      | 96 episodis Premi Satellite al millor actor secundari -series o Telefilm Nominat—Screen Actors Guild Award for Outstanding Performance by an Ensemble in a Drama Series (2009–12) |
| 2006         | Numb3rs                           | Carlos Costavo                     | episodi: "Brutus" |
| 2006         | Law &amp; Order: Criminal Intent  | Fire Marshall                      | episodi: "On Fire" |
| 2007         | Without a Trace                   | Gabriel Molina                     | episodi: "Crash and Burn" |
| 2007         | Shark                             | Alvarez                            | episodi: "Strange Bedfellows" |
| 2007         | The Closer                        | Brian                              | episodi: "Grave Doubts" |
| 2007         | Burn Notice                       | Javier                             | episodi: "Pilot" |
| 2008         | Law & Order                       | Detective Justin Cabrera           | episodi: "Submission" |
| 2009         | CSI: Miami                        | Ben Porterson                      | episodi: "Wolfe in Sheep's Clothing" |
| 2009         | In Plain Sight                    | Harrison Locke                     | episodi: "Rubble with a Cause" |
| 2010         | Law &amp; Order: Criminal Intent  | Stanley Maas                       | 2 episodis |
| 2012         | Person of Interest                | Ernie Trask                        | episodi: "Super" |
| 2012         | Grimm                             | Salvadore Butrell                  | episodi: "Leave It to Beavers" |
| 2013         | Deception                         | Frank                              | episodi: "Pilot" |
| 2013         | Jodi Arias: Dirty Little Secret   | Detective Esteban Flores           | telefilm |
| 2013         | The Blacklist                     | Manny Soto                         | episodi: "Frederick Barnes (No. 47)" |
| 2014         | Saint George                      | Junior                             | 6 episodis |
| 2014–2015    | Gotham                            | Sal Maroni                         | 8 episodis |
| 2015         | Elementary                        | Juan 'El Gato' Murillo             | episodi: "The Past Is Parent" |
| 2016         | Bloodline                         | Sheriff Aguirre                    | 7 episodis |
| 2016–2017    | Shut Eye                          | Eduardo Bernal                     | 20 episodis |
| 2017–present | Blue Bloods                       | Governor of New York Martin Mendez | 6 episodis |
| 2018         | Seven Seconds                     | Captain Carlos Medina              | episodis: "Of Gods and Men", "Until It Do" |
| 2018         | Chicago P.D.                      | Carlos Mendoza                     | episodi: "Endings" |
| 2018         | Quantico                          | Charlie                            | episodi: "Hell's Gate" |
| 2019         | Deadly Class                      | El Alma del Diablo                 | 5 episodis |
| 2020–present | Next                              | Ignacio                            | 3 episodis |
| 2020–2021    | FBI                               | Antonio Vargas                     | 3 episodis |
| 2021         | Pose                              | Carlos                             | episodi: "Something Old, Something New" |
| 2021–2022    | Dexter: New Blood                 | Angel Batista                      | episodis: “Runaway” & “Sins of the Father” |